# Cyphostemma sakalavensis
Cyphostemma sakalavensis är en vinväxtart som beskrevs av Descoings. Cyphostemma sakalavensis ingår i släktet Cyphostemma och familjen vinväxter. Inga underarter finns listade i Catalogue of Life.